# Demetrius (Battlestar Galactica)
Le Demetrius est un vaisseau de retraitement des eaux usées, qui est utilisé par Kara Thrace pour retrouver le chemin de la Terre.

## Caractéristiques
Le Demetrius est un vaisseau à l'origine civil, qui sert au retraitement des eaux usées. Il accueille un équipage restreint, ainsi que cinq vipers, un rapace, et par la suite le bombardier de Leoben Conoy. Il est équipé de la technologie PRL, et d'un CIC comparable à celui du Galactica, mais en bien plus réduit.

## Histoire
Après son retour miraculeux dans la flotte, Kara est persuadée d'avoir été sur terre et d'être capable d'y retourner. Elle finit par convaincre Bill Adama. Voulant croire à sa vision, au détriment de celle de Laura Roslin, mais ne pouvant risquer le destin de la flotte humaine sur la parole d'une femme qui est censé être morte, il lui confie le Demetrius, ainsi qu'un équipage de volontaires.
Les conditions à bord du Demetrius sont difficiles, et Kara tarde à trouver des indices sur le chemin vers la Terre. Certains membres d'équipage, ne faisant plus confiance à Kara, commencent à douter du bien-fondé de cette mission et envisagent le retour vers la flotte.
C'est alors qu'est retrouvé un bombardier à bord duquel se trouve Leoben, qui apprend à l'équipage du Demetrius qu'une guerre civile a éclaté au sein de la civilisation cylon. Le vaisseau-mère qu'il représente est trop endommagé par les combats pour se défendre et incapable de faire un saut PRL. Il propose alors un marché : le Demetrius amène le vaisseau cylon à la flotte pour bénéficier de sa protection, en échange de quoi, Kara peut parler à l'hybride qui lui révélera peut-être un indice concernant la localisation de la terre. Pour cela, le Demetrius doit rejoindre le vaisseau cylon immobilisé.
Cependant, pour une grande partie de l'équipage du Demetrius l'idée d'une alliance avec les cylons et la perspective que Kara les amène au vaisseau rebelle, au risque de manquer le rendez-vous avec la flotte, ou de tomber dans une embuscade est intolérable. La mutinerie éclate quand Karl Agathon, en tant que second, démet Kara de ses fonctions. Samuel Anders, s'opposant à cette mutinerie, tire dans la jambe de Felix Gaeta pour l'empêcher d'exécuter le saut en direction du Galactica. 
Cette blessure calme les esprits et amène Kara et Karl à trouver un terrain d'entente : Kara prend un rapace pour rejoindre les rebelles cylons, pendant que le Demetrius l'attend jusqu'au dernier moment, après quoi il rejoindra la flotte humaine, avec ou sans Kara.
Arrivée sur le vaisseau, Kara apprend de l'hybride que les cinq derniers cylons viennent de la terre et peuvent donner sa localisation et que, par ailleurs, D'Anna Biers connait leurs identités. 
Elle ramène ensuite le vaisseau cylon au Demetrius avec lequel le vaisseau des rebelles peut rejoindre la flotte et entamer les négociations d'une alliance entre cylons et humains.